# Jeremiah Cymerman
Jeremiah Cymerman (* 1980) ist ein US-amerikanischer Musiker (Klarinette, Komposition, Elektronik), Klangkünstler und Musikproduzent.

## Leben und Wirken
Cymerman ist ein seit 2002 in New York City ansässiger Musiker und Produzent, der an der Schnittstelle vieler unterschiedlicher zeitgenössischer Musiktraditionen arbeitet, darunter improvisierte, elektroakustische und experimentelle Musik. Als Klarinettist ist er Autodidakt; als Tontechniker machte er ein Praktikum bei Jamie Saft.
Cymerman legte 2007 mit Big Exploitation sein erstes Album vor. In den folgenden Jahren arbeitete er neben seinen eigenen Projekten (u. a. mit Evan Parker, Sam Kulik, Nate Wooley, Peter Evans, Tom Blancarte) mit Mario Diaz de León und Toby Driver im Trio Bloodmist sowie mit Brian Chase und Christopher Hoffman im Trio Pale Horse, mit dem er das Album Badlands vorlegte. 2021 veröffentlichte er im Duo mit Charlie Looker das Album A Horizon Made of Canvas. „Verführerische Melodien und grüblerische, bedrohliche Töne erfassten die komplementäre Beziehung zwischen Licht und Dunkelheit – sowie das intensive Ergebnis, wenn sie kollidieren“, schrieb Dave Sumner.
Zusätzlich zu seinen musikalischen Projekten produzierte Cymerman seit 2013 den 5049 Podcast, ein wöchentliches Programm mit Gesprächen mit vielen Künstlern der zeitgenössischen Musik. Als Tontechniker hat er eine Reihe von Alben für Labels wie Tzadik, Psi, Clean Feed Records, Intakt Records und Important aufgenommen und abgemischt.

## Diskographische Hinweise
- In Memory of the Labyrinth System (Tzadik, 2008) solo
- Under a Blue Grey Sky (Porter Records, 2010) solo
- Fire Sign (Tzadik, 2011), u. a. mit Sam Kulik,Nate Wooley, Peter Evans, Tom Blancarte
- Decay of the Angel (5049 Records, 2018) solo
- Citadels & Sanctuaries (2021)
- Body of Light (2024), mit Christopher Hoffman, Toby Driver, Mike Pride